# Campeonato Asiático de Atletismo de 2013 - 100 m feminino
A prova dos 100 metros feminino do Campeonato Asiático de Atletismo de 2013 foi disputada no dia 4 de julho de 2013 no Shree Shiv Chhatrapati Sports Complex em Pune, na Índia. 

## Recordes
Antes desta competição, os recordes mundiais e do campeonato nesta prova eram os seguintes:
|                       | Nome                     | Nacionalidade  | Tempo  | Local        | Data                  |
| --------------------- | ------------------------ | -------------- | ------ | ------------ | --------------------- |
| Recorde mundial       | Florence Griffith Joyner | Estados Unidos | 10s 49 | Indianápolis | 16 de julho de 1988   |
| Recorde do campeonato | Susanthika Jayasingh     | Sri Lanka      | 11s 19 | Amã          | 26 de julho de 2007   |
| Recorde asiático      | Li Xuemei                | China          | 10s 79 | Xangai       | 18 de outubro de 1997 |

## Medalhistas
| Ouro             | Prata                   | Bronze          |
| Wei Yongli (CHN) | Chisato Fukushima (JPN) | Tao Yujia (CHN) |

## Cronograma
Todos os horários são locais (UTC+5:30).
| Data       | Hora  | Evento  |
| ---------- | ----- | ------- |
| 4 de julho | 17:15 | Bateria |
| 4 de julho | 19:25 | Final   |

## Resultados

### Bateria
Qualificação: 2 atletas de cada bateria  (Q) mais os  2 melhores qualificados (q). 
| Posição | Bateria | Atleta               | Nacionalidade  | Tempo | Notas |
| ------- | ------- | -------------------- | -------------- | ----- | ----- |
| 1       | 2       | Wei Yongli           | China          | 11.50 | Q     |
| 2       | 1       | Chisato Fukushima    | Japão          | 11.59 | Q     |
| 2       | 3       | Svetlana Ivanchukova | Cazaquistão    | 11.59 | Q     |
| 4       | 3       | Orranut Klomdee      | Tailândia      | 11.69 | Q     |
| 5       | 2       | Mayumi Watanabe      | Japão          | 11.70 | Q     |
| 6       | 1       | Tao Yujia            | China          | 11.76 | Q     |
| 7       | 1       | Chandra Chathuran    | Sri Lanka      | 11.81 | q     |
| 8       | 3       | Komalam Selvaretnam  | Malásia        | 11.83 | q     |
| 9       | 3       | Guzel Khubbieva      | Uzbequistão    | 11.87 |       |
| 10      | 1       | Fong Yee Pui         | Hong Kong      | 11.92 |       |
| 10      | 2       | Merlin Joseph        | Índia          | 11.92 |       |
| 12      | 1       | Asha Roy             | Índia          | 11.94 |       |
| 13      | 1       | Diana Agliulina      | Uzbequistão    | 12.11 |       |
| 14      | 2       | Zaidatul Zulkifli    | Malásia        | 12.12 |       |
| 15      | 2       | Khanrutai Pakdee     | Tailândia      | 12.24 |       |
| 16      | 2       | Lam On Ki            | Hong Kong      | 12.25 |       |
| 17      | 1       | Najma Parveen        | Paquistão      | 12.50 |       |
| 18      | 2       | Shirin Akter         | Bangladesh     | 12.73 |       |
| 19      | 1       | Afa Ismail           | Maldivas       | 13.06 |       |
| 20      | 3       | Nazmur Nahar Buity   | Bangladesh     | 13.51 |       |
| 21      | 3       | Sharadha Narayanan   | Índia          | DSQ   |       |
| 21      | 3       | Maryam Tousi         | Irão           | DSQ   |       |
| 22      | 2       | Maysa Rejepova       | Turquemenistão | DNS   |       |
| 22      | 3       | Yelena Ryabova       | Turquemenistão | DNS   |       |

### Final
A final da prova ocorreu dia 4 de julho às 19:25.
| Posição           | Atleta               | Nacionalidade | Tempo | Notas           |
| ----------------- | -------------------- | ------------- | ----- | --------------- |
| Medalha de ouro   | Wei Yongli           | China         | 11.29 | Recorde pessoal |
| Medalha de prata  | Chisato Fukushima    | Japão         | 11.53 |                 |
| Medalha de bronze | Tao Yujia            | China         | 11.63 |                 |
| 4                 | Mayumi Watanabe      | Japão         | 11.67 |                 |
| 5                 | Svetlana Ivanchukova | Cazaquistão   | 11.73 |                 |
| 6                 | Orranut Klomdee      | Tailândia     | 11.76 |                 |
| 7                 | Chandra Chathuran    | Sri Lanka     | 11.91 |                 |
| 8                 | Komalam Selvaretnam  | Malásia       | DSQ   |                 |

Legenda
| Recorde mundial       | Recorde mundial (World record)               |                       | Recorde africano                      | Recorde africano (African) |                                           | Q | Classificado por posição (Qualified) |
| Recorde do campeonato | Recorde do campeonato (Championship record)  | Recorde da América    | Recorde da América (Americas)         | q                          | Classificado por melhor tempo (Qualified) |   |                                      |
| Melhor marca do ano   | Melhor marca do ano (World leading)          | Recorde asiático      | Recorde asiático (Asian)              | DNS                        | Não largou (Did not start)                |   |                                      |
| Recorde nacional      | Recorde nacional (National record)           | Recorde europeu       | Recorde europeu (European)            | DNF                        | Não terminou (Did not finish)             |   |                                      |
| Recorde pessoal       | Recorde pessoal do atleta (Personal best)    | Recorde da Oceania    | Recorde da Oceania (Oceania)          | DSQ / DQ                   | Desclassificado (Disqualified)            |   |                                      |
| Recorde da temporada  | Recorde da temporada do atleta (Season best) | Recorde sul-americano | Recorde sul-americano (South America) | NM                         | Sem marca (No mark)                       |   |                                      |